# Festival de la Cançó d'Eurovisió 1968
El Festival de la Cançó d'Eurovisió 1968 va ser la 13 edició del Festival de la Cançó d'Eurovisió. Va tenir lloc a Londres, Regne Unit, arran de la victòria de Sandie Shaw l'any anterior. Va ser la tercera vegada que el Festival va tenir lloc al Regne Unit, després de les edicions de 1960 i 1963, les quals van també tenir lloc a Londres. El Festival va celebrar en el Royal Albert Hall, el 6 d'abril de 1968, i va ser presentat per Katie Boyle (la tercera vegada).
L'Espanya va ser la guanyadora amb la cançó "La, la, la", cantada per Massiel i escrita per Manuel de la Calva Diego i Ramón Arcusa. Va ser la primera victòria de l'Espanya en el Festival. Va també ser la primera victòria per qualsevol país de la península Ibèrica.
Abans del Festival, l'entrada del Regne Unit, Cliff Richard amb la cançó Congratulations, va ser la favorit per a la victòria, però l'Espanya va vèncer-la amb una diferència de no més d'un punt.
En el principi l'Espanya participaria amb Joan Manuel Serrat en lloc de Massiel, però va voler cantar la seva cançó en català, cosa que TVE no va permetre. Joan Manuel Serrat va ser reemplaçat per Massiel, cantant la mateixa cançó en castellà.

## Lloc
El Festival va celebrar en el Royal Albert Hall. El Royal Albert Hall és conegut per presentar els artistes més cèlebres del món. Ha esdevingut un dels edificis més valorats i distintius del Regne Unit.

## Format
1968 va ser la primera vegada que el Festival va ser retransmès en color. Els països qui va retransmetre'l en color, va ser la França, l'Alemanya, els Països Baixos, la Noruega, la Suïssa, la Suècia i el Regne Unit. Va ser també retransmès en tota l'Europa Oriental i la Tunísia.

## Acusacions de influir els resultats
En maig 2008, un documental de Montse Fernández Villa, 1968. Yo vivi el mayo español, es va centrar en els efectes de maig 1968 a l'Espanya franquista, i va al·legar que el Festival de la Cançó d'Eurovisió 1968 va ser influït per Francisco Franco Bahamonde. Ell hauria tramès gent a través d'Europa oferint diners i prometent comprar sèries i contractar artistes desconeguts, en canvi de vots. La al·legació es basava en un testimoniatge del periodista José María Íñigo Gómez, empleat de TVE, qui va reivindicar que tot el món en sabia i que representants de discogràficas espanyoles va oferir a emetre discs per artistes búlgars i txecs.
El documental reivindica que el Regne Unit, amb la cançó 'Congratulations' cantada per Cliff Richard, hauria de haver guanyat el Festival. Massiel, la intèrpret de la cançó guanyador, era ultratjat per les al·legacions, i va reivindicar que si hi hauria hagut trampes, altres cantants més interessats a l'Espanya franquista, haurien beneficiat. José María Íñigo, l'autor de la declarició en el documental, va disculpar-se a Massiel personalment i va dir que havia repetit un rumor. Tant Massiel com Íñigo va accusar el canal de televisió La Sexta de fabricar l'escàndol.
| Núm. | País                | Intèrpret(s)               | Cançó                              | Posició | Pts |
| ---- | ------------------- | -------------------------- | ---------------------------------- | ------- | --- |
| 01   | Mònaco              | Line & Willy               | À chacun sa chanson                | 7       | 8   |
| 02   | Itàlia              | Sergio Endrigo             | Marianne                           | 10      | 7   |
| 03   | Iugoslàvia          | Dubrovački trubaduri       | Jedan dan                          | 7       | 8   |
| 04   | Suècia              | Claes-Göran Hederström     | Det börjar verka kärlek, banne mej | 5       | 15  |
| 05   | Àustria             | Karel Gott                 | Tausend Fenster                    | 13      | 2   |
| 06   | Noruega             | Odd Børre                  | Stress                             | 13      | 2   |
| 07   | Països Baixos       | Ronnie Tober               | Morgen                             | 16      | 1   |
| 08   | Alemanya Occidental | Wencke Myhre               | Ein Hoch der Liebe                 | 6       | 11  |
| 09   | França              | Isabelle Aubret            | La source                          | 3       | 20  |
| 10   | Suïssa              | Gianni Mascolo             | Guardando il sole                  | 13      | 2   |
| 11   | Portugal            | Carlos Mendes              | Verão"                             | 11      | 5   |
| 12   | Bèlgica             | Claude Lombard             | Quand tu reviendras                | 7       | 8   |
| 13   | Regne Unit          | Cliff Richard              | Congratulations                    | 2       | 28  |
| 14   | Finlàndia           | Kristina Hautala           | Kun kello käy                      | 16      | 1   |
| 15   | Espanya             | Massiel                    | La, la, la                         | 1       | 29  |
| 16   | Irlanda             | Pat McGeegan               | "Chance of a Lifetime              | 4       | 18  |
| 17   | Luxemburg           | Chris Baldo & Sophie Garel | Nous vivrons d'amour               | 11      | 5   |